# Autoroute A-13 (Espagne)
Pour les articles homonymes, voir A-13.
L'autoroute A-13 est une autoroute qui doit relier à long terme Logroño à Soria.

## Avancement de la construction
Actuellement l'autoroute fait seulement 4 km. Elle joue le rôle de rocade-est de la ville de Logroño, capitale de La Rioja.

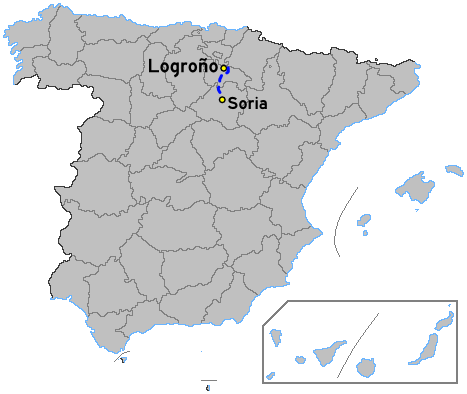
Localisation de l'A-13 sur le territoire espagnol

## Utilité de l'autoroute
Elle devra permettre de désenclaver la ville de Soria du nord de l'Espagne.

## Tracé
- Elle débute au nord de la zone industrielle Cantabria située au nord-est de Logroño en se détachant de la route nationale N-111 venant de Pampelune.
- Elle continue son chemin vers le sud en desservant les différentes zones-est de la ville pour qu'ensuite, 4 km plus loin elle se connecte à la rocade sud de Logroño (LO-20).

## Sorties
| Numéro de la sortie | Nom de la sortie | Bifurcation |
| ------------------- | --- | ----------- |
|                     | Route Nationale N-111 Pampelune - Viana Logroño Nord                                                                          | N-111       |
| 01                  | Zone industrielle Cantabria                                                                                                   |             |
| 02                  | Logroño Nord - Zone industrielle Cantabria Pampelune A-12                                                                     | NA-134      |
| 03                  | Logroño Centre - Logroño-Avenida de la Paz Logroño Est - Logroño-Plaza del IX Centenario Berceo - Zone industrielle Portalada | N-232       |
|                     | Logroño Sud - San Pedro | LO-20       |